# Neu-Anspach
Pour les articles homonymes, voir Anspach.
Neu-Anspach est une ville de Hesse (Allemagne), située dans l'arrondissement du Haut-Taunus, dans le district de Darmstadt.

## Histoire
| Appartenances historiques Comté de Weilnau 1274-1326 Comté de Nassau 1326-1355 Nassau-Weilbourg 1355-1543 Électorat de Trèves 1543-1564 Électorat de Trèves/ Nassau-Weilbourg 1564-1627 Électorat de Trèves/ Nassau-Sarrebruck 1627-1640 Électorat de Trèves/ Nassau-Usingen 1640-1803 Nassau-Weilbourg/ Nassau-Usingen 1803-1806 Duché de Nassau 1806-1866 Royaume de Prusse (Province de Hesse-Nassau) 1866-1918 République de Weimar 1918-1933 Reich allemand 1933-1945 Allemagne occupée 1945-1949 Allemagne 1949-présent |

## Patrimoine
- Hessenpark, musée en plein air.

## Jumelages
La ville de Neu-Anspach est jumelée avec :
- Saint-Florent-sur-Cher (France)
- Thalgau (Autriche)
- Šentjur (Slovénie)